# Anna Szwedyczka
Anna Szwedyczka, död 12 mars 1678 i Lublin, var en polsk kvinna som avrättades för häxeri i Lublin.
Hon är föremål för pjäsen Klątwy ('Förbannelsen') av Marcin Liber.